# Rio Cuebe
O rio Cuebe é um curso de água de Angola que faz parte da bacia do Calaári. Deságua no rio Cubango.
É um dos principais rios da província do Cubango, abastecendo a zona cubanguense de maior densidade demográfica, especialmente a cidade do Menongue.
O desequilíbro ambiental causado pelo crescimento demográfico desordenado de Menongue, aliado à predação ambiental das atividades econômicas — fatos que alteram os habitates naturais de animais silvestres —, tem causado diversos ataques de jacarés no trecho que o rio cruza a cidade.